# Elezioni politiche in Canton Ticino del 2007
Le elezioni politiche in Canton Ticino del 2007 si sono tenute il 1º aprile. Si è proceduto all'elezione del Consiglio di stato e del Gran Consiglio.
Le elezioni del Consiglio di Stato furono caratterizzate dalle tensioni all'interno del Partito Liberale Radicale che portarono all'esclusione di Marina Masoni dal governo e dall'elezione al suo posto della collega di partito Laura Sadis. Gli altri membri del governo furono invece confermati senza problemi dai rispettivi partiti.
Per il Gran Consiglio fecero scalpore le avanzate della Lega dei Ticinesi, che guadagnò ben 4 seggi, e del Partito Ecologista Svizzero, che raddoppiarono la loro deputazione passando da 2 a 4 eletti. Il Partito Socialista guadagnò 2 seggi supplementari mentre gli altri partiti storici (Partito Liberale Radicale e Partito Popolare Democratico) persero entrambi 3 seggi. L'Unione Democratica di Centro marciò sul posto perdendo uno dei suoi 5 seggi, mentre l'estrema sinistra (scissasi tra Partito Comunista e Movimento per il Socialismo) perse il suo unico seggio e scomparve dal parlamento.
In queste elezioni fu introdotta la Scheda senza intestazione, che permette all'elettore di votare senza dover indicare un partito.